# Новозагаличное
Новозагаличное — деревня в Каменском районе Тульской области России.
В рамках административно-территориального устройства входит в Галицкий сельский округ Каменского района, в рамках организации местного самоуправления включается в Яблоневское сельское поселение.

## География
Расположена у реки Галица, в 18 км к юго-востоку от райцентра, села Архангельское, и в 120 км к югу от областного центра, г. Тулы. 
На юге примыкает к деревне Марковка, на севере — к деревне Жохово, на западе — к селу Галица — центру сельского округа.

## Население
| 2002 | 2010 |
| ---- | ---- |
| 84   | ↗115 |